# Elizabeth McCagg
Elizabeth „Betsy“ McCagg Hills (* 29. April 1967 in Kirkland, Washington) ist eine US-amerikanische Ruderin.

## Leben
Aufgewachsen in einer Familie die eine Reihe Ruderer hervorgebracht hatte, kamen Elizabeth McCagg und ihre Zwillingsschwester Mary schon früh mit dem Rudersport in Berührung.
McCagg und ihre Schwester besuchten die Lakeside School, eine private High School in Seattle. Im Anschluss studierten sie an der Harvard University und waren in der dortigen Rudermannschaft aktiv.
Während ihrer Zeit im U.S. National Rowing Team nahm sie unter anderem an den Olympischen Sommerspielen 1992 und 1996 und 2000 teil. Bei Ruder-Weltmeisterschaften gewann sie insgesamt fünf Medaillen. 1995 erzielte sie beispielsweise im Achter der Frauen Gold.
2012 wurde sie und ihre Schwester von der National Rowing Foundation in die U.S. National Rowing Hall of Fame aufgenommen.